# Hôtel Westminster
Pour les articles homonymes, voir Westminster (homonymie).
L'hôtel Barrière Le Westminster est un hôtel du Groupe Barrière, situé au Touquet-Paris-Plage dans la région des Hauts-de-France dont une partie a été réaménagée en appartements.
Il est l'unique hôtel cinq étoiles situé sur la Côte d'Opale.

## Situation
L'établissement se situe avenue du Verger.

## Historique

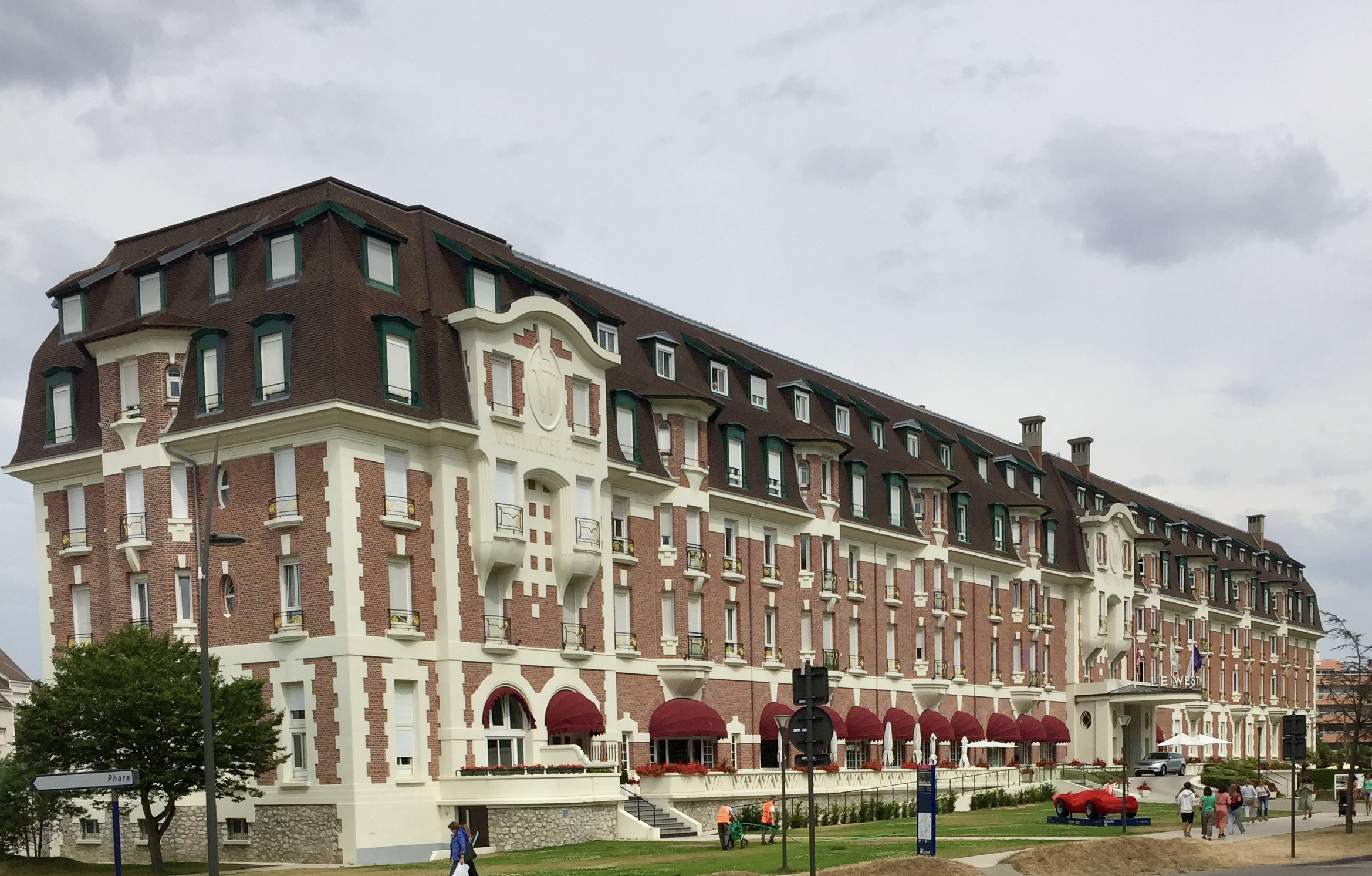
L'hôtel Westminster en 2022.

Cet hôtel, classé « hors classe », du Touquet-Paris-Plage, fait partie des 7 grands hôtels de cette catégorie en activité avant la Seconde Guerre mondiale, les autres sont, le Grand-Hôtel, l'hôtel des Anglais, le Golf-Hôtel, le Royal Picardy, l'Atlantic Hôtel et l'Hermitage-Hôtel, seul l'hôtel Westminster est toujours en activité.
La construction de l'hôtel édifiée dans le style Art déco à l'emplacement d'un éphémère « casino de la Forêt », a débuté par l'aile ouest sur les plans de l’architecte Auguste Bluysen et construit par l'entreprise Belge Monnoyer. Cette partie fut inaugurée en 1924. Deux ans plus tard, l'hôtel s'agrandit, sur les plans de l'architecte Raoul Jourde, avec l'édification de l'aile Est et de l'entrée actuelle. L'ensemble présente une façade de 130 m de long et l'établissement passe d'une capacité de 110 à 250 chambres.
Durant les années 1930, il est reconnu comme le plus « britannique » des hôtels touquettois, régulièrement fréquenté par des personnalités du gotha comme le prince de Galles (futur Édouard VIII), le prince Louis II de Monaco ou Marlene Dietrich.
Bombardé en 1944, l'hôtel rouvre en 1946.
Durant les années 1950-1960, l'établissement accueille surtout des personnalités du monde artistique et sportif, de passage dans la région : le prince Aga Khan, Édith Piaf, Martine Carol, Jeanne Moreau, Charles Aznavour, puis plus récemment Jacques Dutronc et Charlotte Rampling lors du tournage du film Embrassez qui vous voudrez en 2002, ou encore Daniel Auteuil et Pierre Richard.
Il est entièrement restauré par les propriétaires dans les années 1980.
Le groupe Barrière rachète l’hôtel en 2016.
Il ferme ses portes le 1er décembre 2019, pour rénovations menées par l'architecte Bruno Borrione. En raison de la pandémie de COVID-19, sa date de réouverture, initialement prévue en juin 2020, est repoussée. Il rouvre le 25 septembre 2020. Cette même année 2020, le parking situé devant l'hôtel est transféré à l'arrière de celui-ci.
Le 10 juin 2021, le Westminster obtient sa cinquième étoile, il devient ainsi le seul hôtel cinq étoiles de la Côte d'Opale.

## Caractéristiques
- 104 chambres et suites non-fumeur dont une pour personne à mobilité réduite ;
- 2 restaurants, une salle pour le brunch et un bar :
  - « Le Pavillon », restaurant gastronomique,  depuis 2008 avec le chef William Elliott
  - « La Table du West », brasserie bistronomique avec cuisine ouverte
  - « Le Brunch du West » servi le dimanche dans les « Ambassadeurs »
  - « Le Bar du West », bar avec terrasse
- Spa avec piscine intérieure chauffée, sauna, jacuzzi
- espace fitness
- salles de séminaire, salons de mariage
- une conciergerie
- parking privé

## Pour approfondir